# Wormaldia spinifera
Wormaldia spinifera är en nattsländeart som beskrevs av Hwang 1957. Wormaldia spinifera ingår i släktet Wormaldia och familjen stengömmenattsländor. Inga underarter finns listade i Catalogue of Life.